# In the Hot Seat
Albums de Emerson, Lake and Palmer
The Return of the Manticore
(1993) Live at the Isle of Wight Festival 1970
(1997)
In the Hot Seat est le neuvième et dernier album studio du groupe britannique Emerson, Lake and Palmer, sorti en 1994. Keith Emerson éprouve alors des problèmes aux nerfs de sa main droite, ce qui lui rend la tâche difficile pour jouer les claviers. Les tensions entre lui et Greg Lake refont surface sur cet album. 
La chanson Daddy est écrite par Greg en mémoire de la jeune Sara Anne Wood, mystérieusement disparue et aussi pour sensibiliser les gens sur le problème des enfants disparus. 
Le groupe reprend une composition de Bob Dylan, Man in the long black coat, la dernière fois qu'Emerson avait repris des pièces de Dylan remontait à l'époque du groupe The Nice.

## Réception
L'album est un flop commercial. Il a reçu très peu de diffusion et était le seul enregistrement en studio d'Emerson, Lake & Palmer à ne pas figurer sur le Billboard 200 américain. In the Hot Seat est leur album le moins vendu. Marc Loren d'AllMusic a évalué In the Hot Seat 1,5 étoiles sur 5, affirmant qu'il "est insuffisant à tellement de niveaux que même les talents de trois musiciens phénoménaux ne peuvent le sauver", et a nommé "Hand of Truth" et "Daddy" comme parmi les quelques faits saillants. Keith Olsen a ensuite regretté d'avoir produit l'album, affirmant qu'il n'avait « pas de chansons, pas de préparation, pas d'éthique de travail », tandis que Carl Palmer a décrit l'album comme « effroyable ».

## Historique
Déjà pour l'enregistrement de ce dernier album du trio, Keith Emerson éprouvait de graves problèmes avec les nerfs de sa main droite, selon le magazine Prog de mai 2016, il dut avoir recours à une chirurgie pour cela mais il était déjà trop tard. Il dut faire des réenregistrements (overdubs) en rejouant avec sa main gauche, ce qu'il n'arrivait plus à faire aussi aisément qu'avant avec la droite, c'est de cette façon seulement qu'il purent compléter l'album. Toujours selon le magazine Prog, lorsque le groupe se reforma pour leur ultime concert lors du High Voltage 2010, ils ont recours à des séquenceurs pour pallier le manque de dextérité de Keith, à cause de ses problèmes de nerfs à sa main droite.

## Titres
1. Hand of Truth (Emerson, Lake) – 5:22
2. Daddy (Lake) – 4:42
3. One by One (Lake, Emerson, Olsen) – 5:07
4. Heart On Ice (Lake, Olsen) – 4:19
5. Thin Line (Emerson, Olsen, Wray) – 4:45
6. Man in the long black coat (Bob Dylan) – 4:12
7. Change (Emerson, Lake, Olsen, Wray) – 4:43
8. Give Me a Reason to Stay (Diamond, Lorber) – 4:14
9. Gone Too Soon (Wechsler, Lake, Wray) – 4:11
10. Street War (Emerson, Lake) – 4:24
11. Pictures At An Exhibition (Moussorsgsky)  – 14:48
  1. Promenade – 1:46
  2. The Gnome – 2:07
  3. Promenade – 1:45
  4. The Sage – 3:10
  5. The Hut Of Baba Yaga –1:16
  6. The Great Gates Of Kiev  – 5:24

## Musiciens
- Keith Emerson - claviers
- Greg Lake - guitare acoustique et électrique, basse, chant
- Carl Palmer - batterie, percussions

### Personnel additionnel
- Keith Wechsler, Richard Baker, Brian Foraker - Programmation des claviers
- Bill Wray, Maula Mattioli, Kristen Olsen - Chœurs
- Chœurs additionnels : Fred White, Rick Nelson, Lynn B Davis, Linda McCrary

## Production
Keith Olsen : producteur